# Acanthodoris uchidai
Acanthodoris uchidai is een slakkensoort uit de familie van de Onchidorididae. De wetenschappelijke naam van de soort werd voor het eerst geldig gepubliceerd in 1935 door Baba.